# Єлень (Західнопоморське воєводство)
Єлень (пол. Jeleń, нім. Gellen) — село в Польщі, у гміні Борне-Суліново Щецинецького повіту Західнопоморського воєводства.
Населення — 553 особи (2011).

## Демографія
Демографічна структура станом на 31 березня 2011 року:
|          | Загалом | Допрацездатний вік | Працездатний вік | Постпрацездатний вік |
| -------- | ------- | ------------------ | ---------------- | -------------------- |
| Чоловіки | 287     | 66                 | 199              | 22                   |
| Жінки    | 266     | 58                 | 157              | 51                   |
| Разом    | 553     | 124                | 356              | 73                   |